# Жернов, Сергей Анатольевич
Сергей Анатольевич Жернов (24 июня 1985) — российский биатлонист, призёр чемпионата России по биатлону, чемпион и призёр чемпионата России по летнему биатлону. Мастер спорта России.

## Биография
Воспитанник ДЮСШ с. Кожевниково, спортивной секции ТГАСУ и СШОР им. Н. Барановой (Томск), представлял Томскую область. Первый тренер — Л. П. Жернаков, в Томске тренировался под руководством Н. Н. Юрьева.
Принимал участие в чемпионате мира по летнему биатлону среди юниоров в 2006 году в Уфе, занял девятое место в спринте и пятое — в гонке преследования.
На взрослом уровне участвовал в чемпионате мира по летнему биатлону 2009 года в Оберхофе в дисциплине кросс-биатлон, занял 16-е место в спринте и девятое — в гонке преследования.
Неоднократный призёр чемпионатов России по летнему биатлону (кросс), в том числе становился чемпионом в 2011 году в спринте, в 2014 году в гонке преследования. Серебряный призёр чемпионата страны по кросс-биатлону в спринте и масс-старте (2014), масс-старте (2012), гонке преследования (2010), бронзовый призёр в спринте (2010) и эстафете (2011).
В зимнем биатлоне становился бронзовым призёром чемпионата России в 2013 году в гонке патрулей. Чемпион Сибирского федерального округа (2013) в спринте, победитель межрегиональных соревнований.
Окончил Томский государственный архитектурно-строительный университет. Работает преподавателем на кафедре физвоспитания ТГАСУ.